# Percennius
Percennius was een Romeins soldaat in de 1e eeuw.
Percennius was een gewoon legioensoldaat en was lange tijd aanvoerder van applausmeesters. Deze werden ingehuurd om bij redevoeringen de massa op te hitsen. Over zijn afkomst of in welk legioen hij diende, is weinig geweten. Hij was niet tevreden met zijn werkomstandigheden en de regeringswissel. Hij was een van de aanvoerders van de muiterij die in 14 losbrak onder de drie legioenen in Pannonia. Hij trad op als een van hun woordvoerders om de eisen van de soldaten te verwoorden. Wanneer de stemming echter omsloeg, liet Drusus Percennius ombrengen.

## Antieke bronnen
- Ann. I 32.3.

## Beknopte bibliografie
- A. Stein, art. Percennius (2), in RE19 (1937), klm. 588.
- D. Potter, Performance, Power and Justice in the High Empire, in W.J. Slater (ed.), Roman Theater and Society: E. Togo Salmon Papers, Michigan, 1999 (=1996²), pp. 142–145.